# Soiuz T-5
Soiuz T-5 va ser un vol espacial tripulat de la Unió Soviètica en 1982 a l'estació espacial Saliut 7 en òrbita terrestre. Mentre que la Soiuz-T va ser acoblada va rebre la visita de la nau de subministrament no tripulat Progress 13, i les tripulades Soiuz T-6 i Soiuz T-7.

## Tripulació
| Posició                   | Tripulació de llançament              | Tripulació d'aterratge                  |
| ------------------------- | ------------------------------------- | --------------------------------------- |
| Comandant                 | Anatoli Berezovoi Primer vol espacial | Leonid Popov Tercer vol espacial        |
| Enginyer de vol           | Valentín Lébedev Segon vol espacial   | Aleksandr Serebrov Primer vol espacial  |
| Cosmonauta d'investigació | Cap                                   | Svetlana Savítskaia Primer vol espacial |

### Tripulació de reserva
| Posició         | Tripulació         | Tripulació         |
| --------------- | ------------------ | ------------------ |
| Comandant       | Vladímir Titov     | Vladímir Titov     |
| Enginyer de vol | Guennadi Strekàlov | Guennadi Strekàlov |

## Paràmetres de la missió
- Massa: 6850 kg
- Perigeu: 190 km
- Apogeu: 231 km
- Inclinació: 51,6°
- Període: 89,7 minuts